# Sigrid Taube
Sigrid Taube, folkbokförd Sigrid Rabe (från vigseln 1915), född 7 januari 1888 i Malmö, död 30 september 1981 i Danderyd, var en svensk pianist och tonsättare. Hon var dotter till Axel Taube, gift med Julius Rabe från 1915 och var mor till Gunilla, Per och Kerstin Rabe.
Taube studerade i Berlin och komponerade bland annat pianostycken, sånger, en sats för pianokvintett samt tema med variationer för två klarinetter och två fagotter. Hon är gravsatt i minneslunden på Skogskyrkogården i Stockholm.